# New Dawn
New Dawn was het tweede studioalbum van Galliard en ook meteen hun laatste. Galliard was destijds een in kleine kring zeer bekende band, die een mengeling speelde van progressieve rock, psychedelische rock en brassrock. De muziek van New Dawn hangt op dit album dicht tegen de muziek aan die Blood, Sweat and Tears maakte in hun beginperiode; een andere band, die vergelijkbare muziek maakte was Chicago (tot album Chicago V). De drummer noemde het Chicago Transit Authority, de originele naam voor Chicago, met Grateful Dead.
De band ging na dit album uit elkaar en op een enkele uitzondering na verdwenen de leden vroeg of laat uit de muziekwereld. 

## Musici
- Les Podraza – slagwerk, percussie, zang
- Andy Abbott – basgitaar, accordeon, eerste zangstem
- Geoff Brown – gitaar, hammondorgel, eerste zangstem
- Richard Pannell – eerste gitaar, sitar, zang
- Dave Caswell – trompet, elektrische piano, zang
- Lyle Jenkins – tenorsaxofoon, baritonsaxofoon
- John Hughes – Trombone
- Harry Becket – trompet, flugelhorn
- Tony Roberts – tenorsaxofoon, dwarsfluit
- John Morton – piano
- Tommy Thomas - Congas

## Tracklist
| Nr. | Titel                                         | Duur |
| --- | --------------------------------------------- | ---- |
| 1.  | New Dawn Breaking (Brown; opname 13.12.1969)  |      |
| 2.  | Ask for Nothing (Brown; 3.5.1970)             |      |
| 4.  | Winter-spring-summer (Brown; 13.12.1969)      |      |
| 6.  | Open up Your Mind (Brown/Morton; 31.5.1970)   |      |
| 7.  | And Smile Again (Brown; 1.3.1970)             |      |
| 8.  | Somethings Going on (Brown/Morton; 12.7.1970) |      |
| 9.  | Premonition (Caswell; 8.2.1970)               |      |
| 10. | In Your Minds Eye (Brown; 1.3.1970)           |      |